# Budd (EP)
Budd es un EP de la banda estadounidense de noise rock y rock alternativo Rapeman. Fue lanzado el 23 de mayo de 1988, bajo Touch and Go Records. El nombre del EP es una referencia a Budd Dwyer, un político estadounidense que se suicidó durante una conferencia de prensa televisada en vivo. La letra de la canción "Budd" contiene referencias a frases usadas durante el incidente de Dwyer, como "this might hurt someone" o "Budd, don't!".
Todas las canciones están en vivo. Originalmente se planeó usar grabaciones de estudio, pero luego la banda prefirió las versiones en vivo.
Budd fue relanzado como bonus tracks en la versión en CD de Two Nuns and a Pack Mule.

## Lista de canciones
Todas las canciones compuestas por Rapeman.
1. "Budd" - 7:29
2. "Superpussy" - 2:12
3. "Log Bass" - 2:23
4. "Dutch Courage" - 2:40

## Créditos
- Rey Washam - batería
- Steve Albini - guitarra, voz
- David Wm. Sims - bajo